# L'Auberge de l'abîme
L'Auberge de l'abîme è un film del 1943 diretto da Willy Rozier.

## Trama
Alla fine dell'Ottocento, tra le montagne delle Cevenne, un valoroso ufficiale viene scambiato per un bandito: per difendersi, il militare è costretto a uccidere uno dei suoi aggressori. Poi si rifugia tra le montagne, dove si nasconde in una grotta. Verrà salvato da un medico e si innamorerà di sua figlia.

## Produzione
Il film fu prodotto dalla Sport-Films.

## Distribuzione
Distribuito dalla Films de Koster, uscì nelle sale cinematografiche francesi il 24 febbraio 1943.